# 老人の肖像 (レンブラント、ウフィツィ美術館)
『老人の肖像』（ろうじんのしょうぞう、英: Portrait of an Old Man）、または『肘掛椅子の老人』（ひじかけいすのろうじん、蘭: Oude man in een leunstoel、英: Old Man in an Armchair） 、または『ラビといわれる老人の肖像』（ラビといわれるろうじんのしょうぞう、伊: Ritratto di vecchio detto il Rabbino）
は、17世紀オランダ絵画黄金時代の巨匠レンブラント・ファン・レインが1665年ごろにキャンバス上に油彩で制作した絵画である。画面下部左側に「Rembrandt f 166(.)」 (最後の数字は判読不能) という画家の署名と制作年が記されている。この絵画は、おそらく17世紀にはすでにメディチ家のコレクションにあったと思われる。ナポレオン戦争中にフランス軍に掠奪され、1799-1815年の間はパリに持ち去られていたが、1834年に返還され、ピッティ宮殿に展示された。作品は1922年にウフィツィ美術館に移され、現在も同美術館に所蔵されている。

## 作品
この肖像画は、レンブラントの生涯の終わりごろに制作されたものである。レンブラントは生涯で多くの肖像画を描き、1630年代にアムステルダムで肖像画家として名を馳せた。彼はアムステルダムでは長い間ユダヤ人街に居住し、隣人や知り合いを自身の絵画のモデルとした。本作の人物はラビのハハム・サウル・レヴィ・モルテイラ (Haham Saul Levy Morteira) の可能性があると提唱されているが、記録文書によってはいまだ確認できていない。
一方で、モデルの人物は、ヨハン・アモス・コメニウス (Johann Amos Comeniu)、チェコ名ヤン・アモス・コメンスキー (Jan Ámos Komenský, 1592-1670年) である可能性もある。彼はチェコの教育改革者、宗教的指導者であり、とりわけ言語などの教育方法における改革で主に知られている。彼は、ヨーロッパ文化の研究を進めるためにラテン語の学習を好んだ。
本作でレンブラントは老人の心理を研究しており、暗色の背景の中で彼の思慮深い表情、思索にふけっている印象を強調している。さらに、この印象は、絵具の素早い厚塗りを特徴とする画家の技術によって高められている。